# Replay – Das zweite Spiel
Replay – Das zweite Spiel (Originaltitel: Replay), deutsche Erstveröffentlichung als Das zweite Spiel, ist ein 1986 erschienener Roman des US-amerikanischen Autors Ken Grimwood.

## Inhaltsangabe

### Der Herzinfarkt
Mit 43 Jahren erleidet Jeff Winston einen Herzinfarkt und stirbt. Er kommt jedoch völlig orientierungslos in seiner früheren Studentenwohnung wieder zu sich. Schnell findet Jeff die unfassbare Wahrheit heraus: Er ist nach seinem Tod irgendwie in seinen 18-jährigen Körper ins Jahr 1963 zurückkatapultiert worden, und niemand außer ihm weiß, was passiert ist oder wie die nächsten 25 Jahre verlaufen werden. 

Berauscht von diesem Wissen häuft er ein Vermögen an, da er todsichere Sportwetten und Börsenspekulationen abschließen kann – privat aber geht alles schief, denn er macht sich zu forsch an seine künftige Frau heran, die ihn deshalb abblitzen lässt. So heiratet er eine andere, mit der er eine Tochter zeugt. Als der Tag des Herzinfarktes naht, lässt Jeff sich gründlich untersuchen und wird für gesund erklärt. Doch am selben Tag wie beim vorherigen Mal streckt ihn ein Herzinfarkt nieder … und Jeff kommt wieder als 18-Jähriger im Jahr 1963 zu sich.

### Wiederholung
Manche Dinge sind anders: Er ist (was ihm allerdings noch nicht bewusst ist) einige Stunden später als beim letzten Mal aufgewacht, und obwohl er erneut Wetten abschließt, ist es unmöglich, sein Leben wieder genauso zu führen wie beim letzten Mal. So etwa lernt er seine Frau nicht kennen und seine Tochter hat es nie gegeben …

Immer wieder lebt Jeff bis zu seinem 43. Lebensjahr, erleidet einen Herzinfarkt und wird zurückgeschleudert, um wieder von vorne anfangen zu müssen. Seine Leben verlaufen stets unterschiedlich; mal versucht er, in das Weltgeschehen einzugreifen (vergeblich versucht er etwa, das Attentat an John F. Kennedy zu verhindern); mal zieht er sich in komplette Einsamkeit zurück; mal verfällt er den Drogen. Längst hat er aufgegeben, nach einer Erklärung für diese Wiederholungen zu suchen.

### Andere
Sein Weltbild gerät ins Wanken, als er in einer der Wiederholungen von einem Film erfährt, der Furore macht und die Menschen sehr zu berühren scheint, ein Film, von dem er noch nie etwas gehört hat. Er geht der Sache nach und findet heraus, dass die Autorin des Films dasselbe durchmacht wie er – auch Pamela wiederholt ihr Leben nach einem Herzinfarkt immer wieder.

Gemeinsam machen sie sich auf die Suche nach anderen und erleben die verrücktesten Situationen, da sie beide bemerken, dass sie bei jeder Wiederholung später zu sich kommen. Einmal muss Jeff jahrelang warten, bis die junge Pamela, die er immer wieder besucht, wieder von ihrem älteren Ich übernommen wird. Zusammen wollen sie die Welt verbessern, im Gegenteil aber bringen sie diese an den Rand des 3. Weltkriegs oder stoßen auf einen Serienmörder, der ebenfalls in einer Zeitschleife steckt, bis sie schließlich beschließen, ihre neuen Leben gemeinsam und ohne Kontakt zur Außenwelt zu verbringen. Aber die Zeit läuft ihnen davon, denn in großen Schritten werden diese neuen Lebensabschnitte immer kürzer.

### Das Ende
Schließlich erleidet Jeff wieder einen Herzinfarkt und wird um nur eine Minute zurückgeschleudert, hat den Herzinfarkt wieder und wieder in immer kürzeren Abständen, bis die Welt nur noch aus einem nicht enden wollenden Schmerz besteht … plötzlich aber ist alles vorbei, Jeff hat irgendwie die magische Hürde genommen und lebt als 43-Jähriger weiter. Ebenso ergeht es Pamela, und die beiden finden sich wieder – erstmals in einer Zukunft, die sie nicht voraussehen können.

### Epilog
Im Jahr 1988 kommt in Oslo ein Mann namens Peter Skjøren in einem viel jüngeren Körper wieder zu sich, nachdem er im Jahr 2017 in „Mandela City“ während eines Mittagessens einen Herzinfarkt erlitten hat.

## Auszeichnungen
- Für den Roman wurde Grimwood 1988 mit dem World Fantasy Award ausgezeichnet[1].
- Der Roman fand sich auf verschiedenen Listen wieder, etwa „The Hundred Best Novels“ (1988), „The Best in Science Fiction“ (1993) und Platz 21 auf einer „Internetliste der besten 100 Fantasy-Romane“.[2]

## Ausgaben
- Das zweite Spiel. Übersetzt von Norbert Stöbe. Heyne, München 1994, ISBN 3-453-07525-0.
- Replay – Das zweite Spiel. Übersetzt von Norbert Stöbe. Heyne, München 2004, ISBN 3-453-07525-0 (überarbeitete Neuausgabe).

## Sonstiges
Die 1993 von Regisseur Harold Ramis gedrehte Komödie Und täglich grüßt das Murmeltier (orig.: Groundhog Day), in dem ein von Bill Murray dargestellter Wettermann denselben Tag immer und immer wieder erleben muss, weist deutliche Parallelen zu Replay auf, weicht aber in sehr vielen Details auch davon ab. Ob der Roman einen direkten Einfluss auf die Entstehung des Films oder dessen Handlung hatte, ist nicht belegt.